# کمپانی (ترانه جاستین بیبر)
«کمپانی» (به انگلیسی: Company) ترانه ای از خواننده کانادایی جاستین بیبر از چهارمین آلبوم استودیویی خود هدف (۲۰۱۵) است. این ترانه توسط بیبر، پو بیر، جیمز آبرهارت، آندریاس شولر، توماس ترولسن، جیمز وونگ و لروی کلمپیت نوشته شده‌است ترانه در ۸ مارس ۲۰۱۶ به عنوان چهارمین و آخرین تک آهنگ آلبوم به ایستگاه‌های رادیویی محبوب موزون و معاصر آمریکایی منتشر شد. این یک ترانه الکتروپاپ و آراندبی معاصر همراه سازهای آن گیتار بیس، گیتار و کوبه‌ای است. از نظر اشعاری، «کمپانی» در مورد انتظار برای شناختن شخصی جذاب صحبت می‌کند، اما برای این کار مرزهای سالم نیز تعیین می‌کند.
به عنوان یک قطعه آلبوم، ترانه در اکثر کشورهایی که منتشر شد، به چهل مقام برتر رسید. وقتی این ترانه به صورت تک آهنگ منتشر شد، توانست در استرالیا به بالاترین رتبه برسد و در ایالات متحده به رتبه ۵۳ رسید. بیبر این ترانه را در سومین جوایز موسیقی آی‌هارت رادیو و جوایز موسیقی بیلبورد و همچنین در تور جهانی هدف اجرا کرد. دو موزیک ویدئو برای این ترانه ساخته شده‌است: ویدئویی که بخشی از روایت «هدف: جنبش» است که در ۱۴ نوامبر ۲۰۱۵ منتشر شد و موزیک ویدیوی رسمی در ۸ ژوئن ۲۰۱۶ منتشر شد.

## پیش زمینه و انتشار

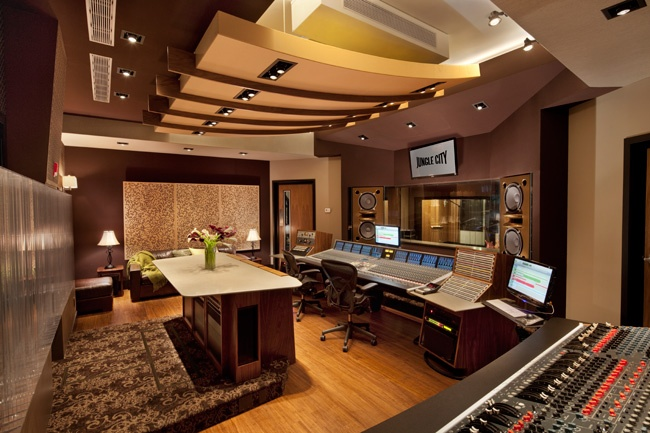
این ترانه در جانگل سیتی استودیوز ضبط شده‌است. (در تصویر)

بیبر هنگام کار بر روی آلبوم، دوست شخصی خود، آهنگساز و تهیه‌کننده آمریکایی پو بر، را دعوت به همکاری در زمینه ضبط کرد - هر دو قبلاً در دومین آلبوم گردآوری‌شده بیبر، نشریات در سال ۲۰۱۳ کار کرده بودند. آنها در زمینه ضبط همکاری کردند، و ترانه‌های زیادی نوشتند، تا اینکه ناشر وی تلاش کرد اردوگاه‌های نوشتن را برای بیبر ایجاد کند، اما او قبول نکرد و به کار با بوید ادامه داد. همان‌طور که بوید طی مصاحبه ای با فیدر، «ما فقط در فکر این هستیم که [موسیقی] منفی نباشد، بلکه باعث افزایش روح شود. حتی موسیقی ای که در مورد روابط او صحبت می‌کند، موسیقی خوبی است. هیچ چیز باعث افسردگی شما نمی‌شود. [. . .] ما آنقدر با هم هماهنگ هستیم که می‌توان فهمید که هر دو دوست داریم چه چیزهایی را دوست داریم بخوانیم. ما واقعاً سخت روی این پروژه کار کردیم. ما واقعاً با خودمان صادق هستیم.» بوید در حالی که از او سؤال شد که آیا ترانه‌هایی وجود دارد که او به ویژه از آن هیجان زده باشد، ادعا کرد که یکی از آنها «کمپانی» است.
در اوایل فوریه ۲۰۱۶، گزارش شد که دف جم رکوردینگز، ناشر بیبر، در صدد انتشار «کمپانی» به عنوان پیگیری ترانه موفق قبلی خود، «خودت را دوست داشته باش» است. همان‌طور که توسط هدلاین‌پلنت گزارش شده‌است، تیم تبلیغاتی این ناشر ۱۶ فوریه ۲۰۱۶ را به‌طور غیررسمی از متخصصان رادیو خبر داد. یک هفته بعد، بیلبورد تأیید کرد که «کمپانی» به عنوان چهارمین تک آهنگ آلبوم عمل خواهد کرد و این اثر در ۸ مارس ۲۰۱۶ بر ایستگاه‌های رادیویی محبوب معاصر و معاصر سرویس‌دهی می‌شود. در ۷ آوریل ۲۰۱۶، یک ریمیکس توسط The Knocks در حساب ساوندکلاود گروه قرار گرفت، زیرا آنها اعلام کردند که این اقدام آغازین تاریخ‌های منتخب تور جهانی هدف بیبر خواهد بود.

## گواهی‌نامه‌ها
| منطقه | گواهی  | واحد گواهی‌شده/فروش |
| --- | ------ | ------------------ |
| استرالیا (آی‌اف‌پی‌آی استرالیا)                                                                                   | پلاتین | 70,000             |
| دانمارک (آی‌اف‌پی‌آی)                                                                                             | طلا    | ۴۵٬۰۰۰             |
| ایتالیا (اف‌آی‌ام‌آی)                                                                                             | طلا    | 25,000             |
| مکزیک (امپروفون)                                                                                               | پلاتین | 60,000             |
| نیوزیلند (آرآی‌ای‌ان‌زد)                                                                                          | پلاتین | ۳۰٬۰۰۰*            |
| سوئد (گی‌ال‌اف)                                                                                                  | طلا    | ۲۰٬۰۰۰             |
| بریتانیا (بی‌پی‌آی)                                                                                              | طلا    | ۴۰۰٬۰۰۰            |
| ایالات متحده (آرآی‌ای‌ای)                                                                                        | پلاتین | ۱٬۰۰۰٬۰۰۰          |
| * رقم فروش تنها بر پایهٔ گواهی‌ها. · ^ رقم توزیع تنها بر پایهٔ گواهی‌ها. · رقم فروش+پخش جاری تنها بر پایهٔ گواهی‌ها. |        |                    |

## تاریخچه انتشار
| کشور         | تاریخ         | قالب بندی         | ناشر   | منا.         |
| ------------ | ------------- | ----------------- | ------ | ------------ |
| ایالات متحده | ۸ مارس ۲۰۱۶   | ریتمیک معاصر      | دف جم  | [ ۵ ] [ ۱۵ ] |
| ایالات متحده | ۸ مارس ۲۰۱۶   | رادیو محبوب معاصر | دف جم  | [ ۵ ] [ ۱۵ ] |
| ایتالیا      | ۲۲ ژوئیه ۲۰۱۶ | یونیورسال         | [ ۱۶ ] |              |